# 임종헌
임종헌(1966년 3월 8일 ~ )은 대한민국의 은퇴한 축구 선수 출신 축구 지도자이다. 현역 시절 포지션은 수비수였다.

## 클럽 경력
1989시즌을 앞두고 일화 천마에 입단하면서 프로 커리어를 시작했다. 데뷔 시즌인 1989시즌에서 리그 40경기에 출전했으며 1도움을 기록하였다. 또한 1989시즌에는 교체되지 않고 모든 경기에 출전해 풀타임을 소화하는 기록을 남겼다. 이에 시즌 종료 이후 K리그 베스트 11에 선정되었다. 차기 시즌인 1990시즌에서도 28경기 출전 2도움을 기록하였으며 역시 K리그 베스트 11에 선정되었다.
1994시즌을 앞두고 현대 호랑이로 이적했다. 1996년 6월 8일에 치러진 천안 일화 천마와의 경기에서 후반 9분에 득점을 기록하며 K리그 입단 이후 첫 골을 기록하였다.
1996시즌 종료 후 팀에서 퇴단하였다.

## 지도자 경력
1997년, 인천 부평고등학교의 코치로 부임하였다.
2000년에는 고려대학교의 코치로 자리를 옮겼다.
2002년, 부평고등학교의 감독으로 선임되었다.
2004시즌을 앞두고 울산 현대의 코치로 부임했다. 울산의 코치로서 팀의 2005시즌 우승에 기여하였다. 2008시즌 종료 후 코치직에서 물러났다.
2010년부터는 용호고등학교의 감독으로 부임했다.
2014시즌을 앞두고 울산 현대의 수석코치로 부임했다. 하지만 2014시즌 울산은 부진을 겪였으며 이에 2015시즌을 앞두고 팀을 개편하는 과정에서 팀을 떠나게 되었다.
2015년 4월, 타이 리그 2의 파타야 유나이티드의 감독으로 부임했다. 부임 이후 팀을 승격권에 올렸으며 최종 2위를 기록해 팀의 1부 리그 승격을 이끌었다. 하지만 2015시즌 종료 이후 팀을 떠났다.
2017년, 중국 갑급리그의 리장 자위하오의 감독으로 부임했다. 하지만 리그에서 승리를 기록하지 못하였으며 2017년 5월에 감독직에서 물러났다. 2019시즌을 앞두고는 태국의 네이비 FC의 감독으로 부임했다.
2021년 11월, 안산 그리너스의 코치로 부임했다. 2022시즌 도중에는 조민국 감독이 성적 부진으로 인해 사임하면서 안산의 감독대행을 지냈다. 감독대행 기간 동안 6경기 3승 1무 2패의 성적을 거두었으며 이에 2022년 8월, 안산의 정식 감독으로 선임되었다. 이후에도 팀을 이끌었으며 최하위인 11위였던 팀의 순위도 9위로 상승하였다. 이에 2023시즌을 앞두고 팀과 재계약을 체결했다. 하지만 2023년 6월에 터진 선수선발 비리에 연루되면서 감독직에서 경질되었다.